# Stortjärnen (Gåxsjö socken, Jämtland, 707418-146683)
Stortjärnen är en sjö i Strömsunds kommun i Jämtland och ingår i Indalsälvens huvudavrinningsområde.